# Uncarina ihlenfeldtiana
Uncarina ihlenfeldtiana ist eine Pflanzenart aus der Gattung Uncarina in der Familie der Sesamgewächse (Pedaliaceae). Das Artepitheton ihlenfeldtiana ehrt den deutschen Botaniker Hans-Dieter Ihlenfeldt.

## Beschreibung

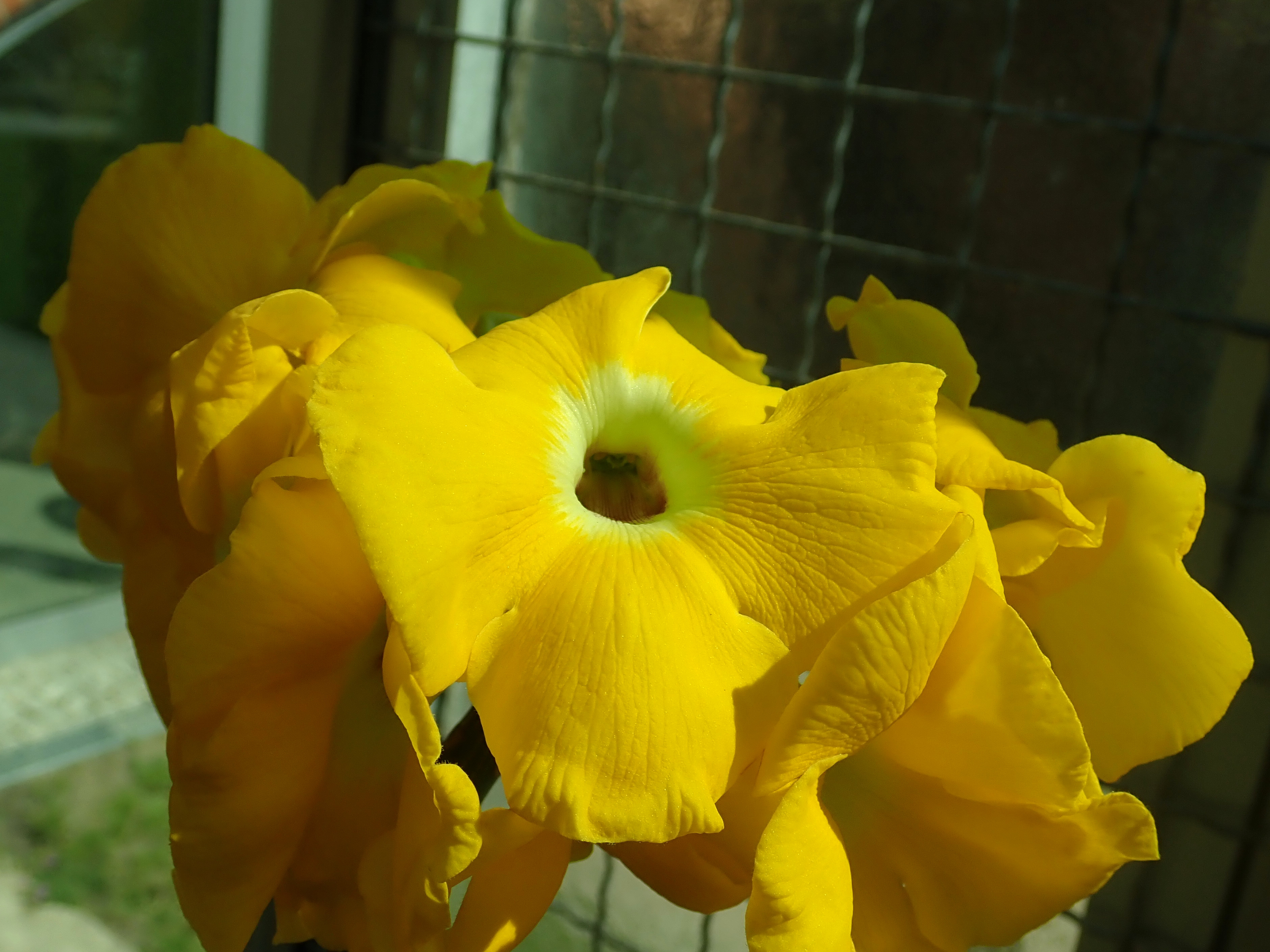
Blüten

Uncarina ihlenfeldtiana wächst als kleiner, wenig verzweigter Strauch und wird bis zu 3 Meter hoch. Die 5 Zentimeter breite und lange Blattspreite, die in Kultur auch größer werden kann, ist ungeteilt und besitzt 5 Zipfel. Es können auch Zwischenzipfel ausgebildet werden. An den Spitzen der großen Zipfel befinden sich deutliche Hydathoden. Zwischen der Blattober und -unterseite gibt es einen ausgeprägten Farbunterschied. Die Unterseite erscheint durch den dichten Besatz mit einfachen Haaren hellgrün. Es werden sehr viele Schleimhaare auf der Unterseite ausgebildet, die regelmäßig über die Fläche verteilt sind.
Die gelben Blüten besitzen einen braunrot gefärbten Schlund. Die Kronröhre ist unterhalb des Saums nur wenig gekrümmt, so dass der Saum an älteren Blüten fast senkrecht steht.
Die nur wenig verholzende und seitlich abgeflachte Frucht wird etwa 5 Zentimeter lang und 4,5 Zentimeter breit. Der Fruchtkörper ohne Dornen wird etwa 2 auf 2 Zentimeter groß und besitzt einen schmal-dreieckigen Schnabel mit 1,5 Zentimeter Länge. Es werden zwei verschiedene Stachelformen ausgebildet. Die Hakenstacheln werden bis 12 bis 15 Millimeter lang und stehen jeweils zu 6 bis 7 Stück in 8 Längsreihen. Sie sind basal verbreitert und dadurch etwas steifer. Die einfachen Stacheln stehen ebenfalls in Längsreihen.
Die verkehrt-eiförmigen Samen bilden keinen Spalt auf den seitlich Flügeln aus.

## Verbreitung und Systematik
Uncarina ihlenfeldtiana ist endemisch im nördlichen Madagaskar, in der Region Sofia, in Höhenlagen von 800 bis 950 Meter auf kristallinem Gestein verbreitet.
Bei der Erstbeschreibung von Uncarina sakalava kamen Jean-Henri Humbert bereits Zweifel ob der Zuordnung eines Paratypus (Perrier de la Bâthie 15083) zu eben dieser Art. Diese Zweifel wurden mit dem Vorkommen auf kristallinem Gestein (im Gegensatz zu Kalkstein bei U. sakalava) und mit der Behaarung der Blätter auf anderen Herbarbögen begründet. Die Züricher Sukkulentensammler Walter Röösli und Ralph Hoffmann sammelten zwischen 1995 und 1997 unter anderem eine Uncarina-Art in der Nähe der Stadt Mandritsara, unweit des Fundortes der Pflanzen von Perrier. Nach Untersuchung des Materials stellte sich heraus, dass dies offensichtlich identisch ist mit dem Paratypus von Perrier. Aus noch unveröffentlichten molekularen Daten von Dr. Reto Nyffeler geht hervor, dass die Pflanzen von Röösli und Hoffmann sich deutlich von U. sakalava unterscheiden und nicht näher verwandt mit dieser Art sind. Diese Pflanzen wurden 2004 durch John Jacob Lavranos als Uncarina ihlenfeldtiana erstbeschrieben.